# Bunga Tanjung (Lengkiti)
Bunga Tanjung is een bestuurslaag in het regentschap Ogan Komering Ulu van de provincie Zuid-Sumatra, Indonesië. Bunga Tanjung telt 1325 inwoners (volkstelling 2010).